# Château de Kreppelhof
Le château de Kreppelhof (en allemand : Schloß Kreppelhof ; en polonais : zamek Grodztwo) est un château, aujourd'hui en ruines, situé à Kamienna Góra dans la voïvodie de Basse-Silésie, en Pologne. Datant du XIVe siècle, il fut édifié sous le règne des ducs de Świdnica. Pendant des siècles seigneurie et demeure aristocratique, les propriétaires en ont été expropriés par la république de Pologne en 1945. En 1964, un incendie dévasta le bâtiment.

## Historique
Le manoir a été construit au tournant des XIIIe et XIVe siècles sur la rive gauche du Bóbr au nord de la ville de Kamienna Góra en Basse-Silésie, une fondation du duc Bolko Ier de Świdnica. Le but était de sécuriser et de contrôler la frontière avec le royaume de Bohême au sud ; au cours de la colonisation germanique, le domaine a été habité par des colons provenant de la Franconie.

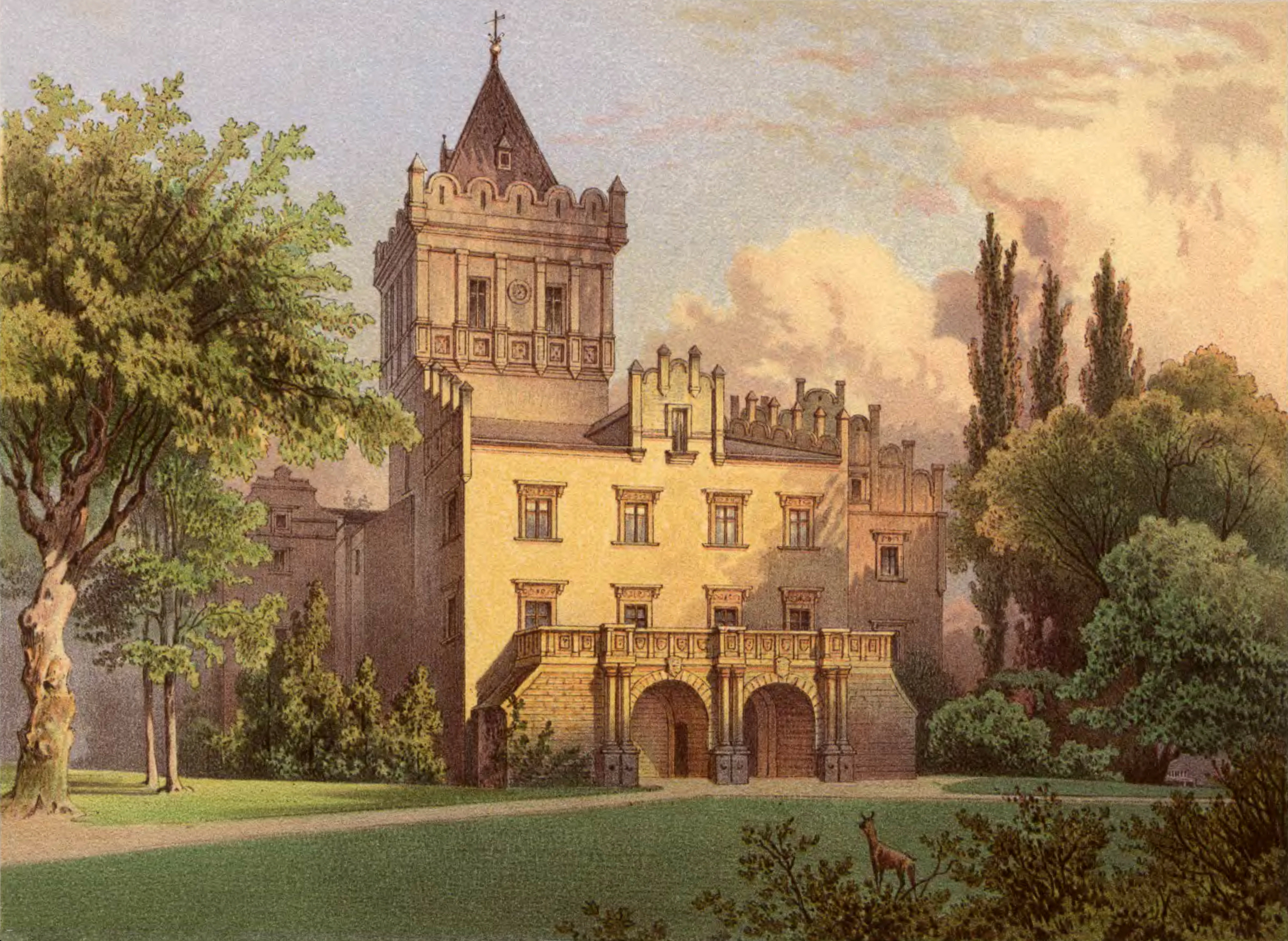
Château de Kreppelhof vers 1860 (collection Alexander Duncker).

Le château est reconstruit en style Renaissance au début du XVIe siècle et réaménagé entre 1566 et 1588. C'est alors le siège de la seigneurie de Kreppelhof qui appartient pendant une longue période à la famille von Schaffgotsch, dont les armes ornent le portail d'entrée. Il passe ensuite à la famille de Dyhrn puis aux comtes de Prommnitz. Erdmann II de Promnitz (1683-1745), comte du Saint-Empire, en est le propriétaire au XVIIe siècle. Il a le rang de conseiller secret et le titre de ministre du cabinet d'Auguste le Fort et de son fils Frédéric-Auguste II de Saxe. Après la première guerre de Silésie, en 1742, la Basse-Silésie est annexée de fait par le royaume de Prusse.
Comme le dernier des comtes de Promnitz, Jean-Erdmann (1719-1785), n'a eu d'enfants, il donne le domaine en 1765 au fils de sa nièce (la princesse Christiane-Anne d'Anhalt-Köthen, seconde épouse du comte Henri-Ernest de Stolberg-Wernigerode qui avait épousé en premières noces Marie-Élisabeth, fille du comte Erdmann II de Promnitz), le comte Christian-Frédéric de Stolberg-Wernigerode qui reçoit également de plusieurs domaines en Basse-Silésie, comme Jannowitz et Peterswaldau. Il meurt en 1824 et laisse en fidéicommis le domaine à son plus jeune fils, le comte Antoine de Stolberg-Wernigerode (1785-1854) qui restaure le château, longtemps inhabité, en 1825. Il passe ensuite au fils aîné de ce dernier, le comte Eberhard de Stolberg-Wernigerode (1810-1872) qui fut un ami de jeunesse d'Otto von Bismarck et haut président de la Silésie prussienne. Il fait construire la grande tour du château. Ensuite le domaine passe au neveu de ce dernier, le comte Udo de Stolberg-Wernigerode (1840-1910), haut président de la province de Prusse-Orientale de 1892 à 1895 et président du Reichstag de 1907 à sa mort.

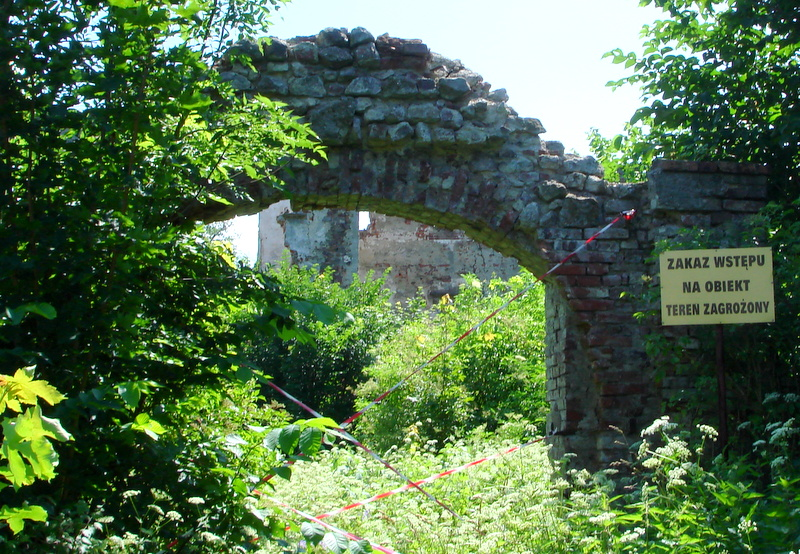
Portail.

Du temps du royaume de Prusse et de l'Empire allemand et jusqu'en 1945, le domaine se trouvait dans le district de Liegnitz et l'arrondissement de Landeshut-en-Silésie. Le dernier propriétaire Albert de Stolberg-Wernigerode (1886-1948), fils d'Udo de Stolberg-Wernigerode, en est chassé à l'arrivée de l'Armée rouge vers la fin de la Seconde Guerre mondiale. La région passe ensuite à la république de Pologne. Le château a été entièrement dévasté par un incendie en 1964. Il n'en reste plus que quelques ruines.